# Pavel Beckovský
Pavel Beckovský (8. listopadu 1922, Šaštín-Stráže, Slovensko - 4. dubna 1995, Bratislava, Slovensko) byl slovenský vojenský letec, protifašistický bojovník.

## Životopis
Studoval na škole leteckého dorostu v Trenčianských Biskupicích a v Banské Bystrici a na letecké vojenské akademii v Hradci Králové. Na střední vojenské škole v Banské Bystrici absolvoval dvojroční kurz ukončený maturitní zkouškou v letech 1964-1966.
V letech 1943-1944 zastával funkci instruktora pěšího výcviku v letecké škole v Banské Bystrici. Od ledna 1944 byl poddůstojníkem z povolání, účastník odboje proti fašistům a SNP, od října 1944 byl v Sovětském svazu přeškolen na letadlo typu La-7, poté jej zařadili jako pilota k 2. stíhacímu leteckému pluku v 1. československé smíšené letecké divizi v SSSR. Po válce se vrátil jako hrdina.
V letech 1963-1966 byl náčelníkem oddělení letecké přípravy a parašutistického sportu krajského výboru Svazarmu v Banské Bystrici, poté v roce 1966 náčelníkem středoslovenského oblastního leteckého střediska ÚV Svazarmu v Banské Bystrici. Od roku 1958 se zasloužil o rozvoj a organizování sportovního letectví na Slovensku. Také byl členem autorského kolektivu díla Športové lietanie, lietadlá, letci 1983 (Bratislava r. 1983) a členem redakční rady časopisu Letectví + kosmonautika.

## Ocenění
- 1945 Pamětní medaile československé armády v zahraničí, Československá medaile Za chrabrost před nepřítelem, Řád Slovenského národního povstání II. třídy
- 1947 Československý válečný kříž 1939, později další medaile a vyznamenání
- 1968 Zasloužilý vojenský letec ČSSR